# Рой-Намур
Рой-Намур — острів у північній частині атоли Кваджалейн на Маршаллових островах. Сьогодні це основна частина випробувального полігону Рейгана, де розміщено кілька радіолокаційних систем, що використовуються для відстеження і характеристики ракетних боєголовок та їх засобів прориву.

## Історія
Німеччина анексувала Маршаллові острови в 1885 році, але призначила уряд лише в 1906 році, залишивши справи острова на розгляд групи сильних німецьких торгових компаній. Згідно з Версальським договором Японія взяла під контроль острів у 1914 році. Вона активно колонізувала Маршаллові острови, розвиваючи та зміцнюючи великі бази на багатьох островах.
Рой-Намур був об'єктом 4-ї Морської дивізії США в битві за Кваджалейн у лютому 1944 року. Під час японської окупації два острови (Рой на заході та Намур на сході) були пов'язані вузькою шийкою із землі та дамбою. Після американської окупації, у грудні 1944 року, інженерно-будівельні війська ВМС США заповнили простір між островами; тепер вони з'єднані та називаються Рой-Намур із загальною площею близько однієї квадратної милі.
Рой-Намур був обраний Агентством передових оборонних дослідницьких проектів як місце перебування для серії радіолокаційних експериментів під егідою проекту «Захисник» і проекту «PRESS», зокрема. Ці експерименти з використанням радіолокатора мають на меті відрізняти ворожі ракетні боєголовки від їх засобів прориву через дослідження розміру, форми та швидкості об'єктів, а також розглядаючи слід, який вони залишили у верхніх шарах атмосфери. Базуючись на Рой-Намурі, вони могли використати тестові запуски програми «Nike-X» армії США, встановлені на острові Кваджалейн іострові Мек далі на південь.

## Сьогодні
Рой-Намур — дім для близько 120 американців і жителів Маршаллових островів, що працюють на випробувальному полігоні Рейгана.
Рой є основним житловим районом з об'єктами роздрібної торгівлі та відпочинку. Заняття на Рой-Намур складаються із гольфової траси із дев'ятьма лунками, басейну з морською водою, клубу підводного плавання, кінотеатру, волейболу і баскетбольного майданчика. На острові Рой розміщений Міжнародний аеропорт «Freeflight» (Маршаллові острови) з однією злітно-посадковою смугою для невеликих літаків, що прилітають з Кваджалейну, доставляючи додаткових працівників. Додаткові денні робочі з Маршаллових островів припливають на поромі з острова Еннібур.
На острові Намур розташовані радіолокаційні станції спостереження ALCOR, ALTAIR, MMW і TRADEX.
Також на Рой-Намур є невеликий стартовий комплекс. Запускаються тут, як правило, зондувальні ракети, які піднімаються за межі атмосфери, але мають коротку дальність. На околицях Рой-Намура розвалюються залишки японських блокпостів і доків.

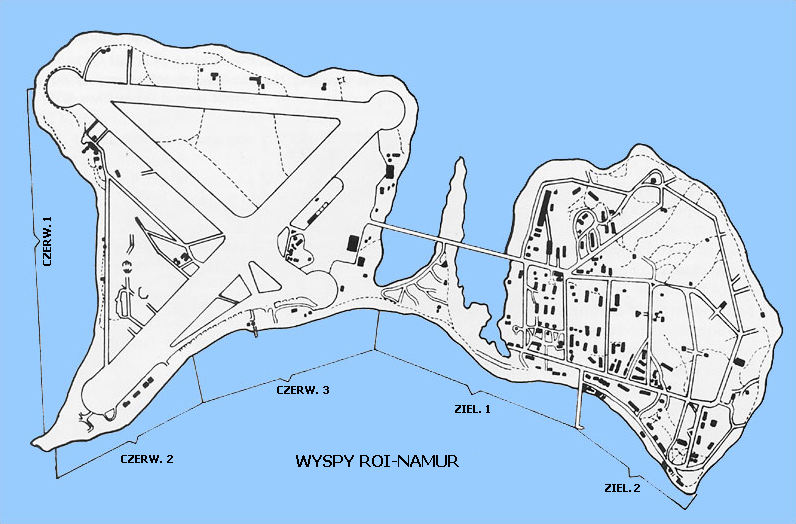
Map of Roi-Namur during World War II. The causeway is roughly centered.
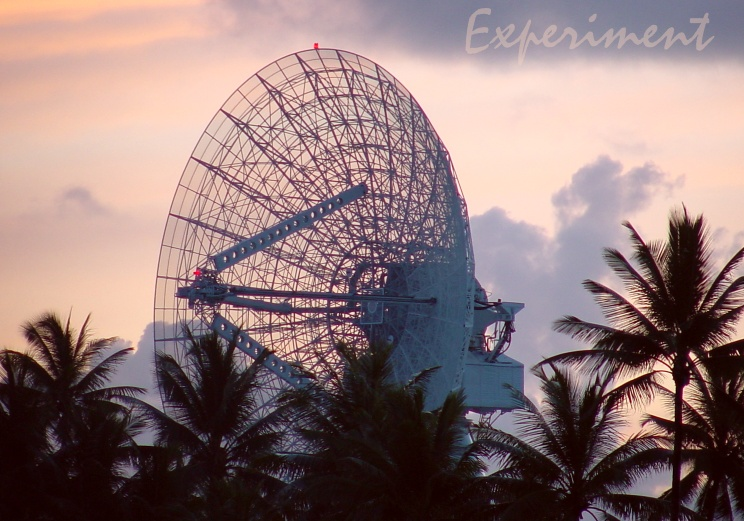
TRADEX radar